# رودامین بی
رودامین بی ‎/ˈroʊdəmiːn/‎ یک ترکیب شیمیایی رزانه است. این ماده اغلب به عنوان مسیریابی رنگدانه درون آب برای تعیین سرعت و جهت جریان و انتقال استفاده می‌شود. رنگ‌های رودامین فلورسنس می‌شوند و بنابراین می‌توان با استفاده از فلورومترها به راحتی و ارزان قیمت آن را تشخیص داد.
رودامین بی در زیست‌شناسی به عنوان یک رنگ فلورسنت رنگ آمیزی، گاهی اوقات در ترکیب با اورامین O، به عنوان لکه اورامین-رودامین برای نشان دادن موجودات سریع اسیدی، به ویژه مایکوباکتریوم، استفاده می‌شود. همچنین از رنگهای رودامین در کاربردهای بیوتکنولوژی مانند میکروسکوپ فلورسانس، فلوسیتومتری، طیف‌سنجی همبستگی فلورسانس و ELISA بسیار استفاده می‌شود.

## استفاده‌های دیگر

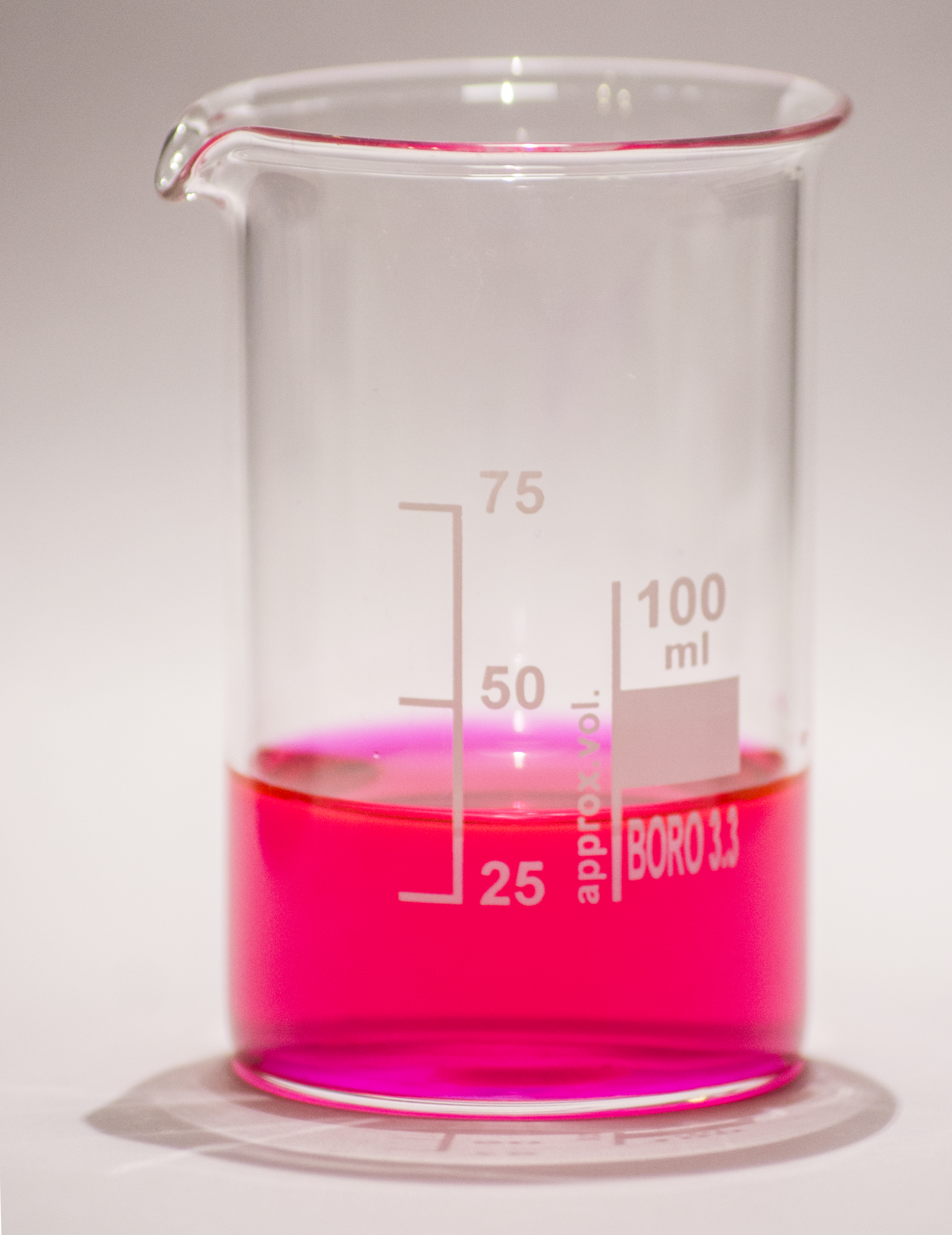
محلول رودامین B در آب

رودامین B اغلب با علف کش‌ها مخلوط می‌شود تا نشان دهد در کجا استفاده شده‌است.